# Jararaca-de-barriga-preta
A jararaca-de-barriga-preta (Bothrops cotiara) é uma espécie de serpente da família Viperidae. Pode ser encontrada na Argentina e no Brasil (São Paulo, Paraná, Santa Catarina e Rio Grande do Sul). É uma espécie terrestre, associada às matas de pinheiro-do-paraná.

## Outros nomes e etimologia
Também é conhecida pelos nomes de boicoatiara, boicotiara, boiquatiara, coatiara, jararaca-de-barriga-preta, jararaca-preta e quatiara. 

## Taxonomia
A espécie pertence a um subgrupo de Bothrops especializado em mamíferos e, por isso, seu veneno é perigoso para humanos. Porém, houve poucos acidentes catalogados e, portanto, é difícil concluir sobre a letalidade do veneno. 
Testes preliminares de laboratório mostraram que extratos da cotiara são altamente eficazes na inibição do crescimento do câncer de mama e das linhagens de pequenas células cancerosas nos pulmões.